# Puckelsnapper
Puckelsnapper (Lutjanus sanguineus) är en fisk i familjen Lutjanidae som finns i västra Indiska Oceanen.

## Utseende
Puckelsnappern har en förhållandevis hög kropp med en kraftigt lutande panna och en bred benknöl ovanför ögonen. Ryggfenan består av två delar, en styv med 10 taggstrålar, och en mjukare med 13 till 14 mjukstrålar. Även analfenan har samma uppbyggnad, med 3 taggstrålar och 8 mjukstrålar. Färgen är silvrigt rödorange, ibland med ett brunaktigt band från överkäken till ryggfenans början. Munhålan är klargul. Ungfiskarna har alltid den brunaktiga sidostrimman, ett antal rödaktiga sidostrimmor och en stor svart sadel med en pärlemorvit fläck framtill. Längden kan nå upp till 100 cm, och vikten till 23 kg.

## Vanor
Arten är en i huvudsak nattaktiv fisk som föredrar klipp- och korallrev ner till ett djup av ungefär 100 m. Utanför Sydafrika förekommer den även i oroliga, lätt grumliga kustvatten. Fortplantningen sker under vår och sommar, utanför Östafrika med en topp under oktober. Födan består framför allt av andra benfiskar, men också av bläckfiskar och kräftdjur som krabbor, hummer och räkor. Arten kan bli 13 år gammal.

## Utbredning
Puckelsnappern finns i västra Indiska oceanen från Röda havet söderut till Sydafrika och österut till Arabiska havet. Uppgivna fynd öster därom tros vara felidentifierade exemplar av malabarsnapper.

## Betydelse för människan
Arten betraktas som en god matfisk och fiskas regelbundet vid Röda havet och längs Östafrikas kust. Främsta metoder är handrev, långrev och fällor, men trålning förekommer också. Den är även föremål för sportfiske, och förekommer också i offentliga akvarier.